# AS-203
AS-203 (nebo SA-203, Apollo 2) byla druhá mise nosné rakety Saturn IB v rámci programu Apollo. Úkolem bylo otestovat druhý stupeň rakety ve stavu beztíže. Start se konal 5. července 1966 na startovacím komplexu 37 na Cape Canaveral. Druhý stupeň S-IVB byl vynesen na nízkou oběžnou dráhu a po čtyřech obězích byl zničen při tlakovém testu.

## Cíle

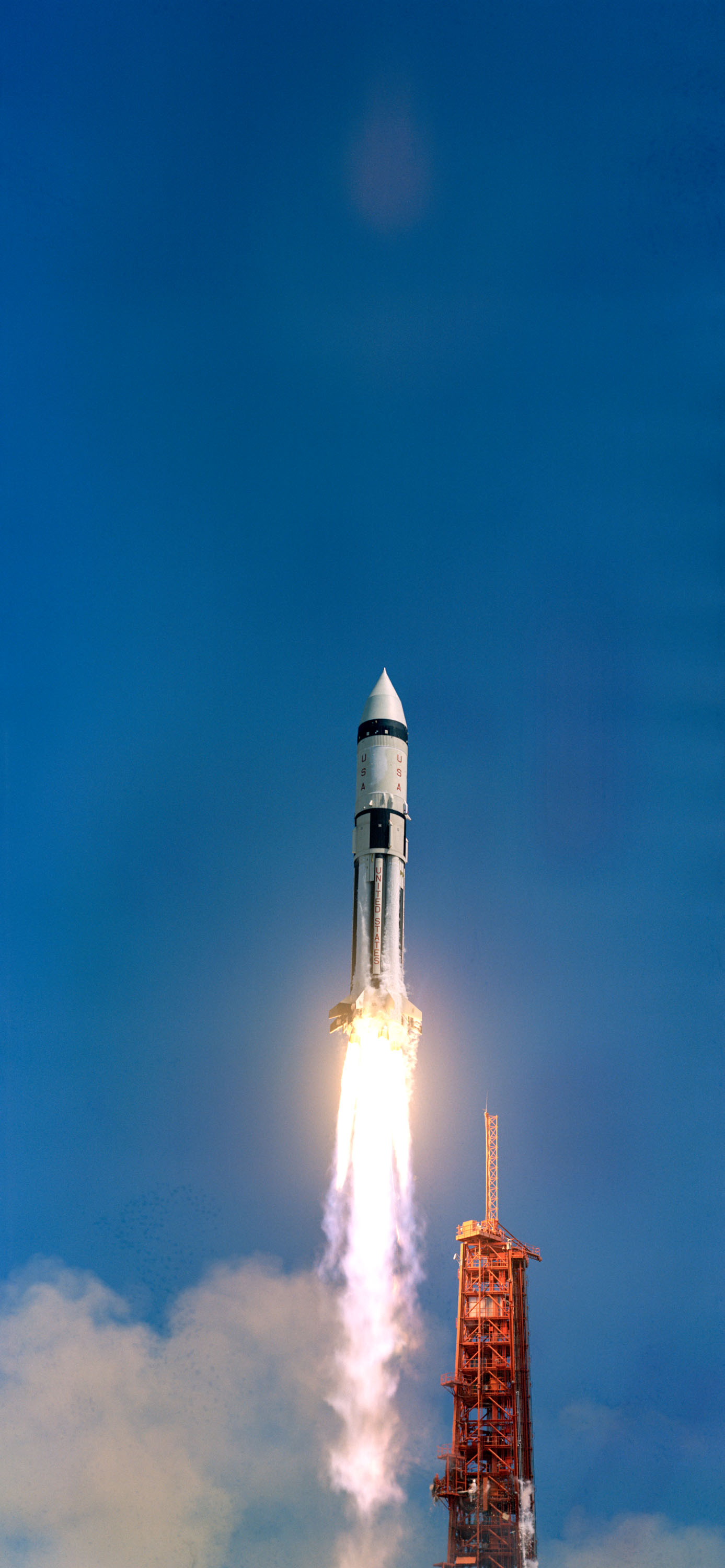
Start mise AS-203

Hlavním cílem bylo otestovat druhý stupeň S-IVB rakety Saturn IB, zvláště pak chování paliva ve stavu beztíže. Důvodem tohoto testu byl fakt že stupeň S-IVB měl být použit pro navedení kosmické lodi Apollo na přechodovou dráhu k Měsíci. Inženýři proto potřebovali vědět, co se v nádržích děje. Proto byly do nádrží umístěny dvě televizní kamery a 83 senzorů pro snímání různých veličin. Při tomto letu raketa nenesla loď Apollo ani jiný náklad.

## Přípravy před startem
Mise AS-203 se konala před misí AS-202, protože kosmická loď Apollo pro AS-202 nebyla připravena včas. Součásti rakety byly na Cape Canaveral dopraveny během dubna 1966. Předletové testy se potýkaly s podobnými problémy s elektronikou jako při předchozí misi. V červnu 1966 byly na Cape Canaveral hned tři rakety Saturn, na LC-39 byla maketa Saturnu V v plné velikosti, na LC-34 byl Saturn IB připraven pro misi AS-202 a na LC-37 byl připravován Saturn IB pro misi AS-203.

## Průběh letu
Start se podařil na první pokus, 5. července 1966 ve 20:53 UTC. Druhý stupeň S-IVB a přístrojové sekce IU byly vyneseny na oběžnou dráhu s apogeem 212 kilometrů a sklonem 31,94°. Druhý stupeň byl při letu odstaven a poté úspěšně restartován. Druhý pokus měl určit maximální namáhání, které je schopen vydržet. Nádrže proto byly natlakovány pomocí palubního tlakovacího systému (viz Saturn IB#Druhý stupeň). Při testu byly nádrže natlakovány moc a tlak celý stupeň roztrhal. I přes jeho destrukci byl S-IVB označen za připravený k letu na Měsíc.